# Joseph Daul
Joseph Daul (Strasburgo, 13 aprile 1947) è un sindacalista e politico francese, esponente de I Repubblicani.
Come sindacalista agricolo assunse notorietà durante la crisi della "mucca pazza". Nel 1999 fu eletto europarlamentare e dal 9 gennaio 2007 è presidente del gruppo del Partito Popolare Europeo - Democratici Europei al Parlamento europeo.

## Biografia
Daul nacque in una famiglia numerosa, formata da altri sei tra fratelli e sorelle. Compì studi agricoli presso la Scuola di agricoltura e la Scuola del sindacalismo rurale e nel 1981 si diplomò all'Istituto di alti studi per la difesa nazionale IHEDN.

### Sindacalista agricolo
Nel 1967 Daul iniziò a occuparsi della sua azienda agricola, specializzandosi nell'allevamento bovino e nella produzione di barbabietole da zucchero. Fin dall'inizio della sua carriera professionale Daul si impegnò all'interno del movimento sindacale degli agricoltori, a partire dal Centro nazionale dei giovani agricoltori (CNJA). Nel 1976 fu nominato vicepresidente del CNJA e responsabile degli affari europei. Fu nominato membro del Comitato delle organizzazioni professionali degli agricoltori (COPA) e tra il 1980 e il 1982 Daul fece parte del Comitato economico e sociale delle Comunità europee. Nel 1989 fu eletto sindaco del paese di Pfettisheim, in cui vive. Fu rieletto nelle elezioni successive.
All'insorgere della crisi della "mucca pazza" nel 1997 Daul era presidente della Federazione francese dei produttori di carne bovina e del Gruppo europeo per la carne bovina. Svolse un ruolo significativo nella gestione e nel superamento della crisi, e acquisì notorietà e influenza. Nel 1999 accettò la candidatura al Parlamento europeo offertagli dal Raggruppamento per la Repubblica e fu eletto per la prima volta membro del Parlamento europeo. Nel 2002 lasciò l'incarico di sindaco di Pfettisheim ma ottenne quello di vicesindaco (fino al 2007); continuò a presiedere la cooperativa di gestione del mattatoio di Strasburgo.

### Parlamentare europeo e capogruppo del PPE

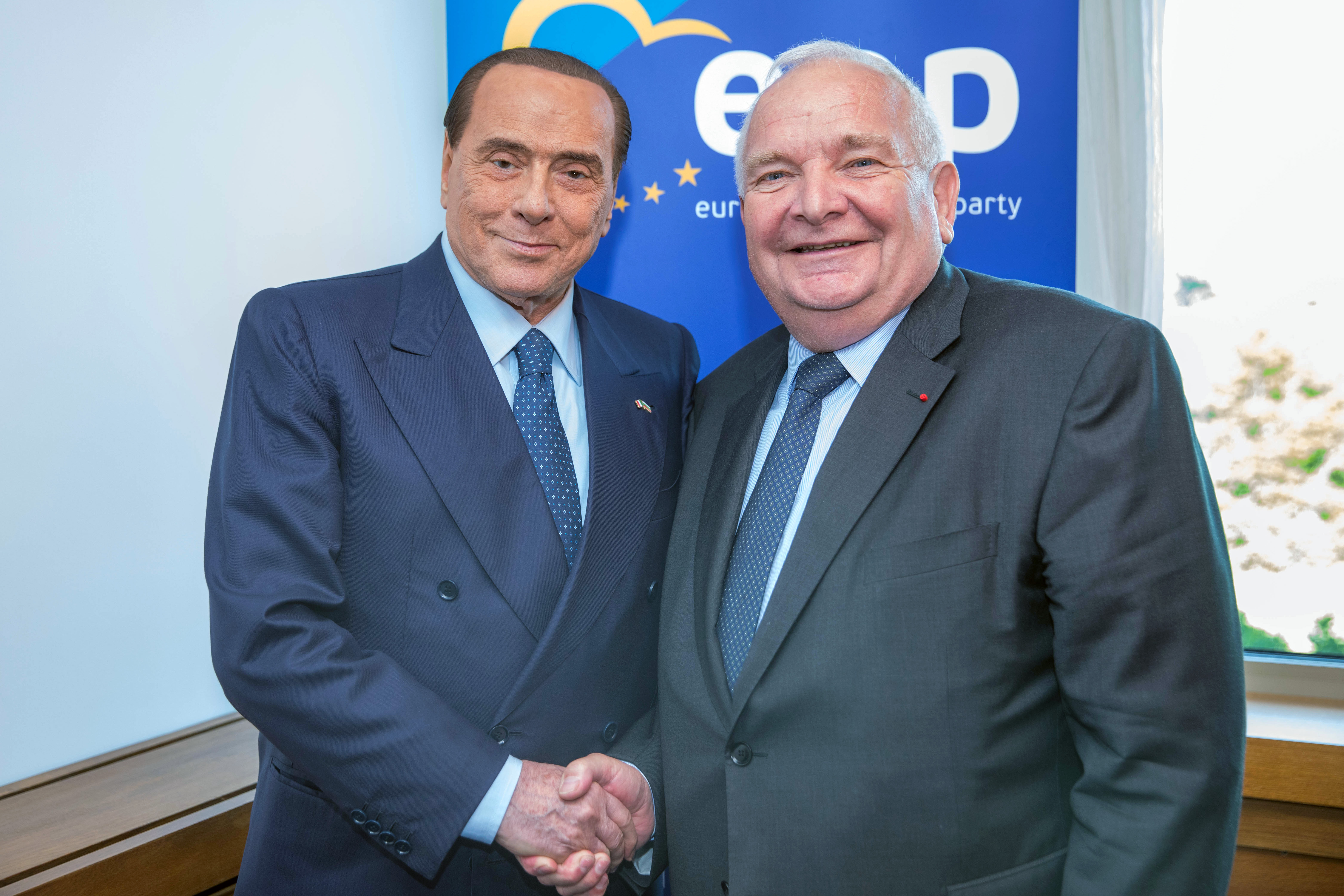
Daul con Silvio Berlusconi nel 2018

Nel 2002 Daul fu eletto presidente della commissione parlamentare per l'agricoltura e lo sviluppo rurale e contribuì all'elaborazione della riforma della politica agricola comune del 2003 e alla promozione degli interessi europei nei negoziati dell'Organizzazione Mondiale del Commercio. Nel 2002 Daul fu nominato anche presidente della conferenza dei presidenti delle commissioni del Parlamento europeo, che svolge funzioni di coordinamento dei lavori parlamentari. In tale veste co-presiedette le audizioni dei commissari designati della Commissione Barroso I nel 2004 e guidò i negoziati con la Commissione europea sulla comitologia. Presiedette il gruppo parlamentare per la strategia di Lisbona, mirato al coinvolgimento dei Parlamenti nazionali a favore dell'occupazione e dell'innovazione.
Daul è stato rieletto nelle elezioni europee del 2004 e del 2009. Dal 9 gennaio 2007 è presidente del gruppo del Partito Popolare Europeo - Democratici Europei al Parlamento europeo. Presiede anche l'Associazione parlamentare europea.
Nel 2013 diventa il nuovo Presidente del Partito Popolare Europeo subentrando allo scomparso Wilfried Martens.

## Vita personale
Daul è sposato e ha due figli.